# Jan Aten

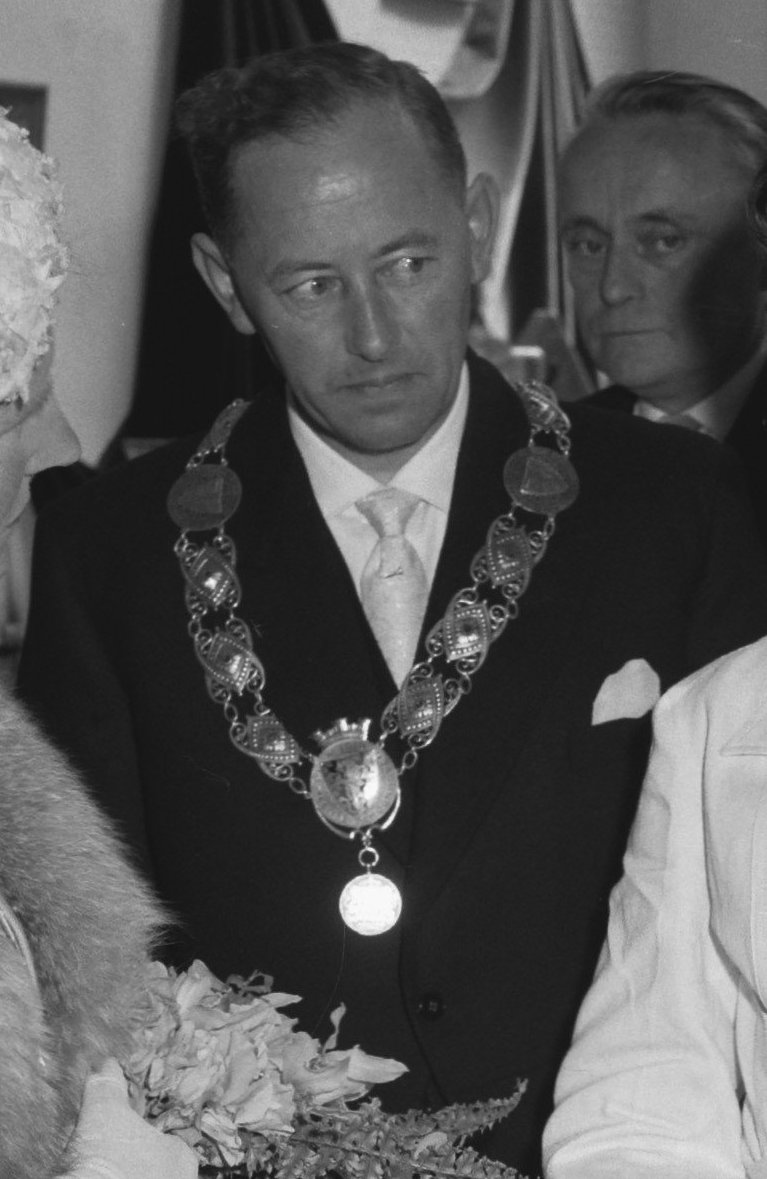
Burgemeester Jan Aten (1958)

Jan Aten (Ooststellingwerf, 3 september 1911 – 25 augustus 1993) was een Nederlands burgemeester.
Hij werd geboren als zoon van Christiaan Aten (1882-1947) en Kornelia Meijer (1875-1946). Zijn vader was hoofd van een christelijke school in Appelscha en in 1924 verhuisde het gezin richting Uithoorn toen vader daar schoolhoofd werd. Zelf begon hij zijn ambtelijke loopbaan bij de gemeentesecretarie van Uithoorn. Na ook nog gewerkt te hebben voor de gemeente Ouder-Amstel trad hij in 1935 in dienst bij de gemeente Voorschoten. Aten bracht het daar tot hoofdcommies, hoofd van de afdeling algemene zaken en waarnemend gemeentesecretaris voor hij november 1950 benoemd werd tot burgemeester van Schoonhoven. In oktober 1976 ging hij met pensioen waarna hij verhuisde naar Putten. In 1993 overleed Aten op 81-jarige leeftijd. In Schoonhoven werd de 'Burgemeester Atenschool' naar hem vernoemd.